# جيمس ألموند
جيمس ألموند (سبتمبر 1874 - 1923) هو لاعب كرة قدم إنجليزي، كان يلعب في النصف الأيسر. لعب مباراة واحدة في دوري كرة القدم في نادي بيرنلي قبل أن ينتقل إلى نادي سويندون تاون في عام 1897.

## بداياته
بدأ "ألموند" مسيرته مع نادي نيلسون في دوري لانكشاير، قبل أن ينضم إلى دوري الدرجة الأولى لكرة القدم مع نادي بيرنلي في نوفمبر 1896. ظهر مرة واحدة للنادي، نائباً عن الغائب "ويليام لونجير" في التعادل 1-1 مع نادي شيفيلد يونايتد في تيرف مور في 16 يناير 1897.
بعد فشله في الإنضمام للنادي الأول، انضم "ألموند" إلى نادي سويندون تاون في الدوري الجنوبي في وقت لاحق من الشهر نفسه. ظهر لأول مرة مع نادي سويندون في التعادل 1-1 مع نادي غريفيسيند يونايتد في 30 يناير، واستمر في لعب سبع مباريات أخرى خلال الفترة المتبقية من الموسم.
أثبت "ألموند" نفسه كخيار أول للنصف الأيسر لنادي سويندون في حملة 98-1897، وغاب عن مباراة واحدة فقط في الدوري الجنوبي. سجل هدفه الأول للنادي في الفوز على نادي توتنهام هوتسبير 3-0 في 5 فبراير 1898، وسجل هدفه الثاني ذاك الموسم 1-2 في خسارته على أرضه أمام نادي تشاتام في 26 مارس.

## الاعتزال
ترك نادي سويندون في صيف عام 1898 وتقاعد بعد ذلك من كرة القدم.